# Kembra (langue)
Le kembra est une langue papoue parlée en Indonésie, dans le kabupaten de Jayawijaya de la province de Papouasie.

## Classification
La langue est très peu documentée. Hammarström considère le kembra comme étant une langue isolée.

## Sources
- (en) Harald Hammarström, 2010, The status of the least documented language families in the world, Language Documentation & Conservation 4, pp. 177-212, University of Hawai’i Press.